# Теблоева, Дана Ролановна
Дана Ролановна Теблоева (28 апреля 2006) — российская тяжелоатлетка. Серебряный призёр чемпионата России 2025 года. Мастер спорта России.

## Биография
Родилась 28 апреля 2006 года. Воспитанница Северо-Осетинской спортивной школы. В дальнейшем стала спортсменкой СШОР силовых видов спорта им. В. Ф. Краевского и «Училища олимпийского резерва № 2» города Санкт-Петербург. Тренируется у Казбека Золоева.
В марте 2025 года было присвоено звание «Мастер спорта России».
В июле 2024 года на чемпионате России, который состоялся В Новосибирске, Дана завоевала малую серебряную медаль в рывке в категории до 87 кг с результатом 96 кг.
В феврале на Кубке России 2025 года стала серебряным призёром в соревнованиях спортсменок в категории до 87 кг, установив новый рекорд в толчке среди спортсменов не старше 20 лет — 105 кг.
В августе 2025 года на чемпионате России в Санкт-Петербурге в категории до 87 кг стала серебряным призёром с результатом 214 кг по сумме двоеборья. В упражнении «рывок» стала победительницей.

## Основные результаты
| Год  | Соревнования     | Место проведения | Весовая категория | Рывок, кг | Толчок, кг | Сумма, кг | Место |
| ---- | ---------------- | ---------------- | ----------------- | --------- | ---------- | --------- | ----- |
| 2025 | Чемпионат России | Санкт-Петербург  | до 87 кг          | 98        | 116        | 214       | 2     |